# Charles Hubert Parry
Charles Hubert Hastings Parry (født 27. februar 1848, død 7. oktober 1918) var en engelsk komponist og musikhistoriker.
Nogle af hans kompositioner har bevaret deres popularitet i England, men størstedelen er glemt. 
Et af hans berømteste værker er musikken til William Blakes digt "Jerusalem", som kendes fra The Last Proms Koncerterne. Parry har skrevet fem symfonier.

## Udvalgte værker
- Symfoni nr. 1 (i G-dur) (1882) - for orkester
- Symfoni nr. 2 (i F-dur) "Cambridge" (1887) - for orkester
- Symfoni nr. 3 (i C-dur) "Den Engelske" (1889) - for orkester
- Symfoni nr. 4 (i E-mol) (1889, Rev. 1929) - for orkester
- Symfoni nr. 5 (i H-mol) "Symfonisk Fantasi 1912" (1912) - for orkester
- Symfoniske variationer (i E-mol) (1897) - for orkester
- Koncertstykke (i G-mol) (1877) - for orkester
- Klaverkoncert (i F-dur) (1890) - for klaver og orkester